# Dobrzyjałowo (gromada)
Dobrzyjałowo – dawna gromada, czyli najmniejsza jednostka podziału terytorialnego Polskiej Rzeczypospolitej Ludowej w latach 1954–1972.
Gromady, z gromadzkimi radami narodowymi (GRN) jako organami władzy najniższego stopnia na wsi, funkcjonowały od reformy reorganizującej administrację wiejską przeprowadzonej jesienią 1954 do momentu ich zniesienia z dniem 1 stycznia 1973, tym samym wypierając organizację gminną w latach 1954–1972.
Gromadę Dobrzyjałowo z siedzibą GRN w Dobrzyjałowie utworzono – jako jedną z 8759 gromad – w powiecie łomżyńskim w woj. białostockim, na mocy uchwały nr 18/V WRN w Białymstoku z dnia 4 października 1954. W skład jednostki weszły obszary dotychczasowych gromad Dobrzyjałowo, Górki Sypniewo i Górki Szewkowo oraz miejscowość Budy Mikołajka wieś z dotychczasowej gromady Budy Mikołajka ze zniesionej gminy Rogienice w tymże powiecie. Dla gromady ustalono 10 członków gromadzkiej rady narodowej.
31 grudnia 1959 gromadę Dobrzyjałowo zniesiono włączając jej obszar do nowo utworzonej gromady Górki-Sypniewo.